# Molophilus (Molophilus) flinti
Molophilus (Molophilus) flinti is een tweevleugelige uit de familie steltmuggen (Limoniidae). De soort komt voor in het Neotropisch gebied.